# حمزه (شوش)
حمزه (شوش)، روستایی از توابع بخش مرکزی شهرستان شوش در استان خوزستان ایران است.
زبان مردم حمزه عربی است.

## جمعیت
این روستا در دهستان حسین‌آباد (شوش) قرار دارد و براساس سرشماری مرکز آمار ایران در سال ۱۳۸۵، جمعیت آن ۳۴۵ نفر (۵۱خانوار) بوده‌است.